# 29. U-Flottille
Die 29. Unterseebootsflottille, kurz 29. U-Flottille, war ein Verband der deutschen Kriegsmarine des Zweiten Weltkriegs und gehörte zu den Frontflottillen der U-Bootwaffe. Sie war eine von 33 eingesetzten Flottillen des Krieges.

## Geschichte
Die Indienststellung der Flottille erfolgte im Dezember 1941 in La Spezia. Dort befand sich der Hauptstützpunkt bis August 1943 und von da an bis zur Auflösung im September 1944 in Toulon. Ende Mai 1942 wurde die 23. U-Flottille Mittelmeer aufgelöst und die verbliebenen 6 U-Boote kamen zur 29. U-Flottille. Weitere Stützpunkte der Flottille befanden sich in Pola, Messina, Marseille und Salamis. In Salamis wurden die letzten verbliebenen Boote U 565 und U 596 der Flottille abgewrackt.

## Flottillenchefs
- Korvettenkapitän Franz Becker: von Dezember 1941 bis Mai 1942
- Korvettenkapitän Fritz Frauenheim: von Mai 1942 bis Juli 1943
- Korvettenkapitän Günther Jahn: von August 1943 bis September 1944[2]

## Bootsbestand
Der Flottille waren insgesamt 52 U-Boote der Typen VII B und VII C zugeteilt.
Es handelte sich dabei bei dem Typ VII B um die U-Boote U 73, U 74 und U 75. Beim Typ VII C handelte es sich um die U-Boote U 77, U 81, U 97, U 205, U 223, U 230, U 301, U 303, U 331, U 343, U 371, U 372 U 374, U 375, U 380, U 407, U 409,  U 410, U 414, U 421, U 431, U 443, U 450, U 453, U 455, U 458, U 466, U 471, U 557, U 559, U 562, U 565, U 568, U 573, U 577, U 586, U 593, U 596, U 602, U 605, U 616, U 617, U 642, U 652, U 660, U 755, U 952, U 967 und U 969.